# 集膚效應

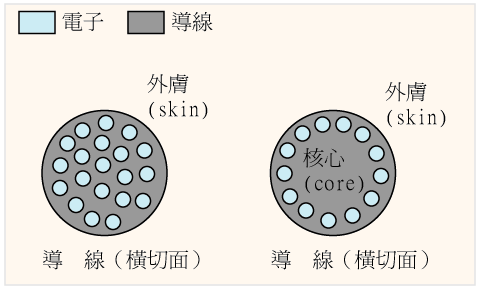
理想中（圖左）電子在導體中以平均分佈的方式傳導流通，集膚效應（圖右）則是電子集中在導體的近外膚位置上流通，使橫切面的核心部位呈現空泛狀態，進而使電流輸送量減少。

集膚效應（又称趋肤效应或直譯作表皮效應，英语：Skin effect）是指导体中有交流电或者交变电磁场时，导体内部的电流分布不均匀的一种现象。随着与导体表面的距离逐渐增加，导体内的电流密度呈指數衰減，即导体内的电流会集中在导体的表面。从与电流方向垂直的横切面来看，导体的中心部分几乎没有电流流过，只在导体边缘的部分会有电流。简单而言就是电流集中在导体的“皮肤”部分，所以称为集膚效應。产生这种效应的原因主要是变化的电磁场在导体内部产生涡旋电场，与原来的电流相抵消。

## 简介
集肤效应最早在英國應用數學家贺拉斯·兰姆（Horace Lamb）1883年發表的一份论文中提及，只限于球壳状的导体。1885年，英國物理學家奥利弗·赫维赛德（Oliver Heaviside）将其推广到任何形状的导体。集肤效应使得导体的电阻随着交流电的频率增加而增加，并导致导线传输电流时效率减低，耗费金属资源。在无线电频率的设计、微波线路和电力传输系统方面都要考虑到集肤效应的影响。

## 理论
当单色平面电磁波从真空垂直射入表面为平面的无限大导体中时，随着与导体表面的距离逐渐增加，导体内的电流密度J呈指數衰減
{\displaystyle J=J_{0}\exp(-{x \over \delta })}
其中，{\displaystyle J_{0}}是导体表面的电流密度，{\displaystyle x}表示电流与导体表面的距离，{\displaystyle \delta }是一个和导体的电阻率以及交流电的频率有关的系数，称为集肤深度（skin depth）。
{\displaystyle \delta ={\sqrt {{2\rho } \over {\omega \mu }}}}
其中：
ρ =导体的电阻率
ω = 交流电的角频率 = 2π ×频率
μ = 导体的磁导率 = {\displaystyle \mu _{0}\cdot \mu _{r}} ，其中{\displaystyle \mu _{0}}是真空磁导率，{\displaystyle \mu _{r}}是导体的相对磁导率
对于很长的圆柱形导体，比如导线来说，如果它的直径{\displaystyle D}比{\displaystyle \delta }大很多的话，它对于交流电的电阻将会相当于一个中空的厚度为{\displaystyle \delta }的圆柱导体对直流电的电阻。
{\displaystyle R={{\rho  \over \delta }\left({L \over {\pi (D-\delta )}}\right)}\approx {{\rho }\left({L \over {\pi D\delta }}\right)}}
其中：
L=导线的长度
D=导线直径
具体来说，假设{\displaystyle I(r)}是从离导线中心r处到导线表面的截面上通过的电流，{\displaystyle I}为截面上的总电流，那么有：
{\displaystyle {\frac {I(r)}{I}}={\frac {Ber({\frac {{\sqrt {2}}\,a}{\delta }})-Ber({\frac {{\sqrt {2}}\,r}{\delta }})+i\,[Bei({\frac {{\sqrt {2}}\,a}{\delta }})-Bei({\frac {{\sqrt {2}}\,r}{\delta }})]}{Ber({\frac {{\sqrt {2}}\,a}{\delta }})+i\,Bei({\frac {{\sqrt {2}}\,a}{\delta }})}}}
其中Ber和Bei为0阶的开尔文-贝塞尔函数的相应原函数（具体见下）。

### 圆柱形导体的模型
考虑一个半径为a，长度无限大的圆柱形导体。假设电磁场是時變場，則在圆柱中有频率为ω的正弦交流电流。由麦克斯韦方程组，
麦克斯韦-法拉第方程：
{\displaystyle \nabla \times \,\mathbf {E} =-i\,\omega \,\mathbf {B} }
麦克斯韦-安培方程：
{\displaystyle \nabla \times \,\mathbf {B} =\mu _{0}\mathbf {J} }
其中：
- E是电场强度
- B是磁感应强度
- J是电流密度
- μ是导体的磁导率

在导体中，欧姆定律的微分形式为：
{\displaystyle \mathbf {J} =\sigma \,\mathbf {E} }
σ是导体的电导率。
我们假设导体是均匀的，于是导体各处的μ和σ都相同。于是有：
{\displaystyle \nabla \times \,\mathbf {J} =-i\,\omega \,\sigma \,\mathbf {B} }
{\displaystyle \nabla \times \,\mathbf {B} =\mu \,\mathbf {J} }
在圆柱坐标系(r, θ, z)（z为圆柱导体的轴心）中，设电磁波随z轴前进，由对称性，电流密度是一个只和r有关的函数：
{\displaystyle \mathbf {J} ={\begin{pmatrix}0\\0\\j(r)\end{pmatrix}}}
取麦克斯韦-法拉第方程两边的旋度，就有：
{\displaystyle \nabla \times \,(\nabla \times \,\mathbf {J} )=-i\,\omega \,\sigma \,(\nabla \times \,\mathbf {B} )}
也就是：
{\displaystyle \nabla \,\mathrm {div} \,\mathbf {J} -\Delta \mathbf {J} =-i\,\omega \,\sigma \,\mu \,\mathbf {J} }
由之前对电流密度的假设，{\displaystyle \mathrm {div} \,\mathbf {J} =0}，因此有：
{\displaystyle \Delta \mathbf {J} =i\,\omega \,\sigma \,\mu \,\mathbf {J} }
在圆柱坐标系中，拉普拉斯算子{\displaystyle \Delta }写作：
{\displaystyle {\frac {d^{2}\,j}{dr^{2}}}(r)+{\frac {1}{r}}\,{\frac {d\,j}{dr}}(r)=i\,\omega \,\sigma \,\mu \,j(r)}
令{\displaystyle k^{2}=i\,\omega \,\sigma \,\mu }，再将方程两边乘上r2就得到电流密度应该满足的方程：
{\displaystyle r^{2}\,{\frac {d^{2}\,j}{dr^{2}}}(r)+r\,{\frac {d\,j}{dr}}(r)-r^{2}\,k^{2}\,j(r)=0}
在进行代换{\displaystyle \xi =i\,k\,r}后，方程变为一个齐次的贝塞尔方程：
{\displaystyle \xi ^{2}\,{\frac {d^{2}\,j}{d\xi ^{2}}}(\xi )+\xi \,{\frac {d\,j}{d\xi }}(\xi )+\xi ^{2}\,j(\xi )=0}
由电流密度在r = 0的连续性，方程的解具有{\displaystyle J_{0}(\xi )}的形式，其中J0是零阶的第一类贝塞尔函数。于是：
{\displaystyle j(r)=j_{0}\,J_{0}(i\,k\,r)}
其中j0是一个常数，k为：
{\displaystyle k={\sqrt {i}}\,{\sqrt {\omega \,\sigma \,\mu }}={\frac {1+i}{\sqrt {2}}}\,{\sqrt {\omega \,\sigma \,\mu }}={\frac {1+i}{\delta }}}
其中δ是集肤深度，{\displaystyle \delta ={\sqrt {\frac {2}{\omega \,\sigma \,\mu }}}}，
{\displaystyle i\,k={\frac {-1+i}{\delta }}=e^{i\,3\,\pi /4}\,{\frac {\sqrt {2}}{\delta }}}
最后，电流密度为：
{\displaystyle {\begin{matrix}j(r)&=&j_{0}\,J_{0}(e^{i\,3\,\pi /4}\,{\frac {{\sqrt {2}}\,r}{\delta }})\\&=&j_{0}\,(ber({\frac {{\sqrt {2}}\,r}{\delta }})+i\,bei({\frac {{\sqrt {2}}\,r}{\delta }}))\end{matrix}}}
其中ber和bei是0阶的开尔文-贝塞尔函数。
于是通过整个截面的电流总和就是：
{\displaystyle {\begin{matrix}I&=&\int _{0}^{a}j(r)\,2\,\pi \,r\,dr\\&=&2\,\pi \,j_{0}\int _{0}^{a}J_{0}(e^{i\,3\,\pi /4}\,{\frac {{\sqrt {2}}\,r}{\delta }})\,r\,dr\\&=&\pi \,\delta ^{2}\,j_{0}\,\int _{0}^{{\sqrt {2}}\,a/\delta }(ber(x)+i\,bei(x))\,x\,dx\end{matrix}}}
记Ber和Bei为相应的原函数：
{\displaystyle Ber(x)=\int _{0}^{x}ber(x^{\prime })\,x^{\prime }\,dx^{\prime }\qquad {\mbox{ et }}\qquad Bei(x)=\int _{0}^{x}bei(x^{\prime })\,x^{\prime }\,dx^{\prime }}
便有如下更简洁的形式：
{\displaystyle I=\pi \,\delta ^{2}\,j_{0}\,\left(Ber({\frac {{\sqrt {2}}\,a}{\delta }})+i\,Bei({\frac {{\sqrt {2}}\,a}{\delta }})\right)}
我们还可以计算从圆柱表面到离轴心距离r处的电流总和：
{\displaystyle {\begin{matrix}I(r)&=&\int _{a-r}^{a}j(r^{\prime })\,2\,\pi \,r^{\prime }\,dr^{\prime }\\&=&\pi \,\delta ^{2}\,j_{0}\,\left(Ber({\frac {{\sqrt {2}}\,a}{\delta }})-Ber({\frac {{\sqrt {2}}\,r}{\delta }})+i\,[Bei({\frac {{\sqrt {2}}\,a}{\delta }})-Bei({\frac {{\sqrt {2}}\,r}{\delta }})]\right)\end{matrix}}}
于是有电流的分布函数：
{\displaystyle {\frac {I(r)}{I}}={\frac {Ber({\frac {{\sqrt {2}}\,a}{\delta }})-Ber({\frac {{\sqrt {2}}\,r}{\delta }})+i\,[Bei({\frac {{\sqrt {2}}\,a}{\delta }})-Bei({\frac {{\sqrt {2}}\,r}{\delta }})]}{Ber({\frac {{\sqrt {2}}\,a}{\delta }})+i\,Bei({\frac {{\sqrt {2}}\,a}{\delta }})}}}
一般来说，在给定的频率下，使得导线对交流电的电阻增加百分之十的直径大约是：
{\displaystyle D_{\mathrm {W} }={\frac {200~\mathrm {mm} }{\sqrt {f/\mathrm {Hz} }}}}
以上的导线对交流电的电阻只对于孤立的导线成立。对于两根邻近的导线，交流电阻会受到邻近效应的影响而显著增大。

## 减缓集肤效应的方法
一种减缓集肤效应的方法是采用所谓的利兹线（源自德语：Litzendraht，意为“编织起来的线”）。利兹线采用将多条金属导线相互缠绕的方法，使得电磁场能够比较均匀地分布，这样各导线上的电流分布就会较为平均。使用利兹线后，产生显著集肤效应的频率可以从数千赫兹提高到数兆赫兹。利兹线一般应用在高频交流电的传输中，可以同时减缓集肤效应和邻近效应。
高电压大电流的架空电力线路通常使用钢芯铝绞线，这样能使铝质部分的工作部分温度降低，减低电阻率，并且由于集肤效应，电阻率较大的钢芯上承载极少的电流，因而无关紧要。
还有将实心导线换成空心导线管，中间补上绝缘材料的方法，这样可以减轻导线的重量。
在传输的频率在甚高频或微波级别时，一般会使用镀银（已知的除超导体外最好的导体）的导线，因为这时集肤深度非常的浅，使用更厚的银层已是浪费。

## 其它应用
集肤效应使交流電只通过导体的表面，因此电流只在其表面产生热效应。钢铁工业中利用集肤效应来为钢进行表面淬火，使钢材表面的硬度增大。
集肤效应也可以描述为：导体中变电磁场的强度随着进入导体的深度而呈指数递减，因此在防晒霜中混入导体微粒（一般是氧化锌和氧化钛），就能使阳光中的紫外线（高频电磁波）的强度减低。这便是物理防晒的原理之一。此外，集肤效应也是电磁屏蔽的方法之一，利用集肤效应可以阻止高频电磁波透入良导体而作成电磁屏蔽装置，这也是电梯里手机信号不好的原因。

## 举例
頻率為10 GHz（微波）時各種材料的集膚深度：
| 導體 | δ（μm） |
| ---- | ------- |
| 鋁   | 0.80    |
| 銅   | 0.65    |
| 金   | 0.79    |
| 銀   | 0.64    |

在铜质导线中，集肤深度和频率的关系大致如下：
| 频率    | δ       |
| ------- | ------- |
| 60 Hz   | 8.57 mm |
| 10 kHz  | 0.66 mm |
| 100 kHz | 0.21 mm |
| 1 MHz   | 66 µm   |
| 10 MHz  | 21 µm   |

## 外部連結
- Skin Effect and HiFi Cables （页面存档备份，存于）
- More on the "skin effect" （页面存档备份，存于）

## 相關參考
- http://group.ednchina.com/250/4713.aspx （页面存档备份，存于）

- William Hart Hayt, Engineering Electromagnetics Seventh Edition, (2006), McGraw Hill, New York ISBN 0073104639
- Paul J. Nahin, Oliver Heaviside: Sage in Solitude, (1988), IEEE Press, New York, ISBN 0879422386
- Terman, F.E. Radio Engineers' Handbook, McGraw-Hill 1943 -- for the Terman formula mentioned above

1. ↑  林漢年. . 滄海圖書. 2021: 第B–3頁. ISBN 9789865647735.